# Comité d'examen du programme de défense biologique et chimique
Le Comité d’examen du programme de défense biologique et chimique (CEPDBC) (anglais: Biological and Chemical Defence Review Committee) est une entité civile exerçant une supervision des activités des Forces armées canadiennes dans le domaine de la défense contre les armements biologiques et chimiques.

## Historique
Le CEPDBC a été mis sur pied en mai 1990 et vérifie les activités liés à la guerre chimique. en réponse aux soucis de citoyens voulant de l'information sur les activités des forces armées canadiennes portant sur les armements chimiques et biologiques, en particulier mais pas seulement celles menées à la BFC Suffield. 
La base des Forces canadiennes Suffield, une base de l'armée dans le sud est de l'Alberta près du village de Ralston, est surtout vouée à l'entraînement et la recherche. Avec ses vastes terrains d'essai isolés, cette base fut le site de nombreux essais d'obus chimiques par les forces britanniques et américaines lors de la Deuxième Guerre mondiale et durant la guerre froide. Depuis 1971, la BFC Suffield héberge l'Unité d'entraînement de l'armée britannique à Suffield (en) pour ses exercices armés de grande envergure. À la suite de la tombée entre les mains ennemies de la station franco-anglaise du Centre d'expérimentation semi permanent de Béni-Ounif en Algérie en 1940, les alliés avaient besoin d'un vaste endroit où tester des armes chimiques et biologiques. Une station expérimentale canado-britannique fut établie à Suffield en 1941, puis abandonnée par les Britanniques en 1946 après la fin de la guerre. Elle fut alors prise en charge par la branche du Ministère de la défense nationale (MDN) connue depuis l'an 2000 sous le nom Recherche et développement pour la défense Canada ou RDDC, et la station fut renommée quelquefois pendant ce temps pour enfin devenir un de sept centres de recherche du RDDC sous le nom RDDC Suffield. Entre-temps, la base militaire BFC Suffield y fut co-localisée depuis 1971 en large partie pour soutenir les efforts de RDDC Suffield. Presque toute recherche et tout entraînement impliquant des agents chimiques ou biologiques au Canada se passe à RDDC Suffield. 
Les essais du passé des armes chimiques et biologiques n'ont pas manqué de soulever l'intérêt de certains citoyens et groupes civils, notamment Voice of Women et Science for Peace (en),, Pour adresser leurs soupçons d'un motif offensif aux activités à Suffield et qu'on y développait encore des armes offensives chimiques et biologiques, le ministre responsable de l'époque, Perrin Beatty, commanda une étude sur les activités du Ministère de la défense nationale en matière de guerre chimique ou biologique par l'éminent diplomate et fonctionnaire William H. Barton. Dans son rapport de 1988, Barton donnera plusieurs recommandations, l'une étant d'établir un comité de savants chargé de visiter annuellement les sites de recherche du Ministère et d'étudier leurs activités reliées aux armes chimiques et biologiques. Le ministre suivant, Bill McKnight, mit donc le CEPDBC sur pied en mai 1990,

## Mandat
Le Canada est signataire de la Convention sur l'interdiction de la mise au point, de la fabrication et du stockage des armes bactériologiques (biologiques) ou à toxines et sur leur destruction (communément appelé la Convention sur l'interdiction des armes biologiques) et de la Convention sur l'interdiction de la mise au point, de la fabrication, du stockage et de l'usage des armes chimiques et sur leur destruction (communément appelé la Convention sur l'interdiction des armes chimiques). Toutefois, la menace de ces armes persiste et le gouvernement a l'obligation de veiller à ce que les membres des Forces canadiennes soient en mesure de se protéger contre ces armes, que ce soit lors d'un déploiement à l'étranger ou en soutien à une réponse à un acte terroriste sur sol canadien ou à tout autre situation urgente impliquant ces agents ou de matériaux connexes.
Néanmoins, la population canadienne et la communauté internationale ont le droit d'être assuré que le Canada ne maintient qu'une capacité strictement défensive à l'égard de ces matériaux et que les activités de recherche, de développement ou de formation entrepris dans ce sens sont menées en toute sécurité. Le mandat du CEPDBC est donc de fournir un examen indépendant de ces activités en vue de déterminer si elles sont de nature défensive et conduites de manière professionnelle, sans menace ni à la sécurité publique ni à l'environnement.
Les activités du CEPDBC sont financés dans le cadre d'un accord quinquennal renouvelable avec le MDN. Ces activités varient quelque peu d'année en année, mais comprennent une visite annuelle approfondie à RDDC Suffield, ainsi que des rencontres annuelles avec le personnel du ministère des Affaires étrangères et du Commerce international, du siège de la Défense nationale à Ottawa et du siège des services de santé des Forces canadiennes à Ottawa, lors desquelles séances d'information et de mises à jour sont abordées une grande variété de questions. Le comité prend également note des rapports d'inspection de l'Organisation pour l'interdiction des armes chimiques et fait aussi des visites récurrentes à d'autres sites dont RDDC Valcartier (en) et l'École de défense nucléaire, biologique et chimique des Forces canadiennes à Borden, en Ontario. Certaines installations navales, de l'armée et de l'aviation, ainsi que d'autres sites du MDN, comme l'Unité interarmées d'intervention du Canada, ainsi que de tels organismes que le Centre des sciences pour la sécurité, sont également sélectionnés pour des visites occasionnelles. Les membres du Comité assistent également à des conférences, colloques, ateliers ou cours de formation pertinents.
Les activités du Comité, son rôle et son indépendance sont uniques parmi les signataires des Conventions sur les armes chimiques et biologiques, et cette situation est reconnue à l'étranger,,.

## Composition du comité
Le Comité est composé de trois membres scientifiques non-gouvernementaux et d'un membre exécutif qui coordonne et gère les affaires du comité. Les membres scientifiques comprennent un toxicologue nommé par la Société de toxicologie du Canada, un microbiologiste nommé par la Société canadienne de microbiologie et un chimiste nommé par l'Institut de chimie du Canada. Le membre exécutif est un officier militaire de haut rang à la retraite.
Le terme de service des membres scientifiques fut initialement fixé à trois ans, mais a varié depuis. Un des membres scientifiques est choisi par le comité pour agir à titre de président du Comité.

## Rapports
Selon son mandat initial, le comité faisait rapport au président du Conseil consultatif scientifique de la Défense, qui relayait le rapport au sous-ministre de la MDN et au chef d'état-major de la Défense, qui pouvaient alors répondre et éventuellement publier le rapport au public. Plus tard, les rapports ont été publiés sur un site Web du MDN consacrée à la CEPDBC. Aujourd'hui, le CEPDBC fonctionne de façon indépendante du gouvernement et gère son propre site Web où sont affichés ses rapports annuels depuis 1991. Toutefois, avant sa publication et sa traduction dans l'autre langue officielle, le rapport annuel est examiné par le MDN pour éviter quelconque conflit avec la sécurité nationale, mais aucun rapport n'a jamais été édité ou censuré. 